# 국도 제425호선 (미국)

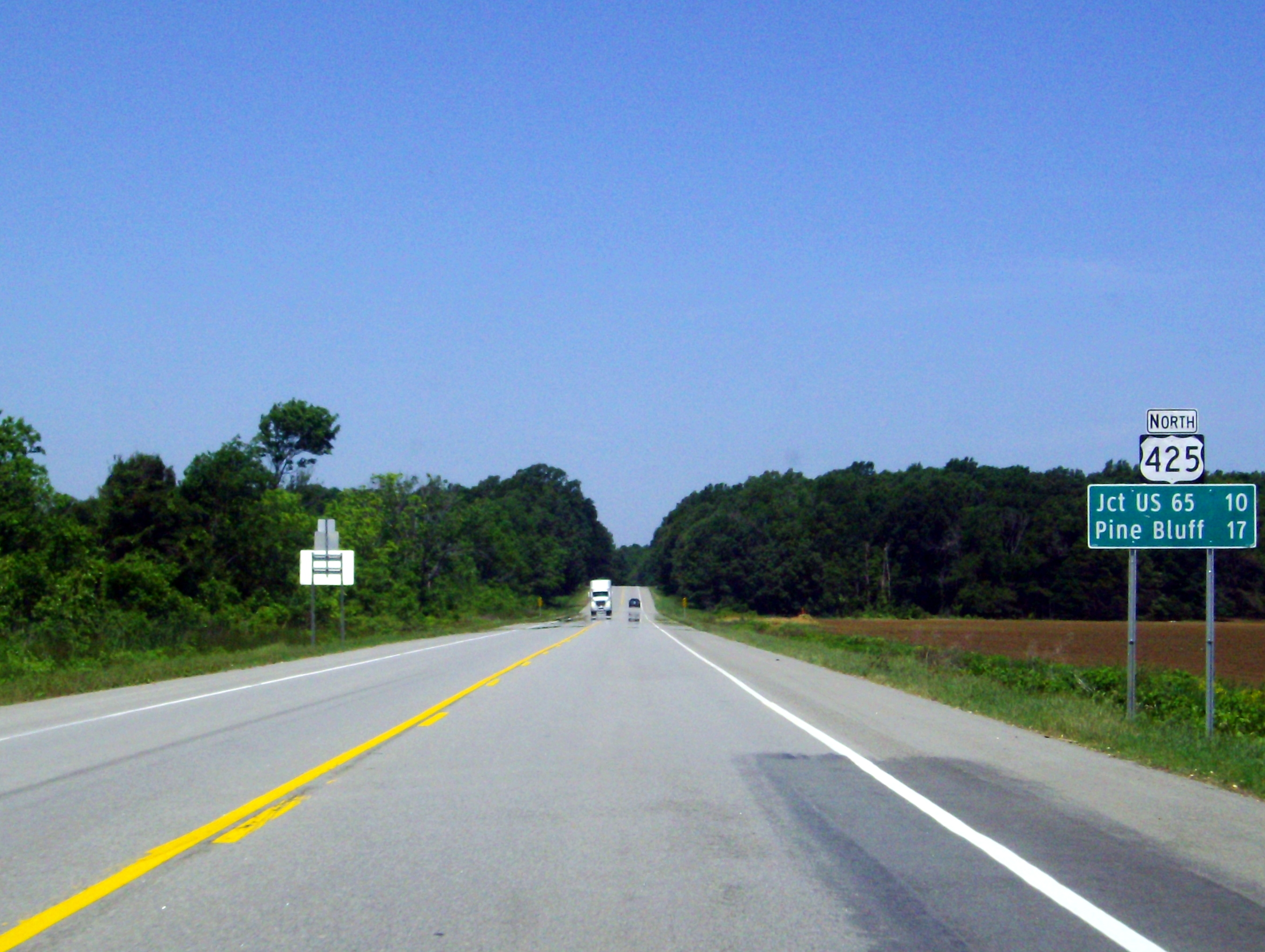
아칸소주 스타시티의 북쪽 방향으로 따라 오게 되는 미국 425번 국도의 실제 모습.

미국 국도 제425호선(US 425/U.S. Route 425)은 파인블러프에서 배스트롭을 거쳐 나체즈까지 이어주는 일반 국도 노선이다. 그래서 1989년에 최초로 지정되기도 하며, 미국 국도 노선으로는 가장 마지막의 번호를 가진 국도 노선 중의 하나이다. 통과하고 있는 주는 미시시피주, 루이지애나주, 아칸소주 등 3개의 주를 이어주기도 하며, 총 연장은 220 마일(354 km)이기도 하며 정식으로 개통되는 것은 2002년에는 북부 구간을, 2005년에는 남부 구간을 각각 개통시킨 것으로 나와 있다.

## 주요 경유지
- 미시시피주 : 애덤스군
- 루이지애나주 : 콩코르디아패리시, 캐터훌라패리시, 프랭클린군 (루이지애나주), 리칠랜드군 (루이지애나주), 모어하우스패리시
- 아칸소주 : 애슐리군, 드류군, 링컨군, 제퍼슨군

## 지나가는 강
- 미시시피강
- 텐자스강(영어판)

## 통과하는 도로
※ 단, 통과하는 도로들 중 주도, 군도 등은 배제된다.
주간고속도로
- 주간고속도로 제20호선
- 주간고속도로 제530호선

일반 국도
- 국도 제61호선
- 국도 제84호선
- 국도 제98호선
- 국도 제65호선
- 국도 제80호선
- 국도 제165호선
- 국도 제82호선
- 국도 제278호선
- 국도 제63호선
- 국도 제79호선